# Broussey-en-Blois
Broussey-en-Blois là một xã thuộc tỉnh Meuse trong vùng Grand Est đông nam nước Pháp. Xã này nằm ở khu vực có độ cao trung bình 290 mét trên mực nước biển.